# 杉浦忠
杉浦 忠（すぎうら ただし、1935年〈昭和10年〉9月17日 - 2001年〈平成13年〉11月11日）は、愛知県西加茂郡挙母町大字挙母（現：豊田市若宮町）出身のプロ野球選手（投手、右投右打）・コーチ・監督、解説者・評論家。
日本プロ野球 (NPB) 史上5人目・パ・リーグ初の投手5冠を達成し、「史上最強のアンダースロー」「魅惑のアンダースロー」などと呼ばれた。

## 経歴

### プロ入り前

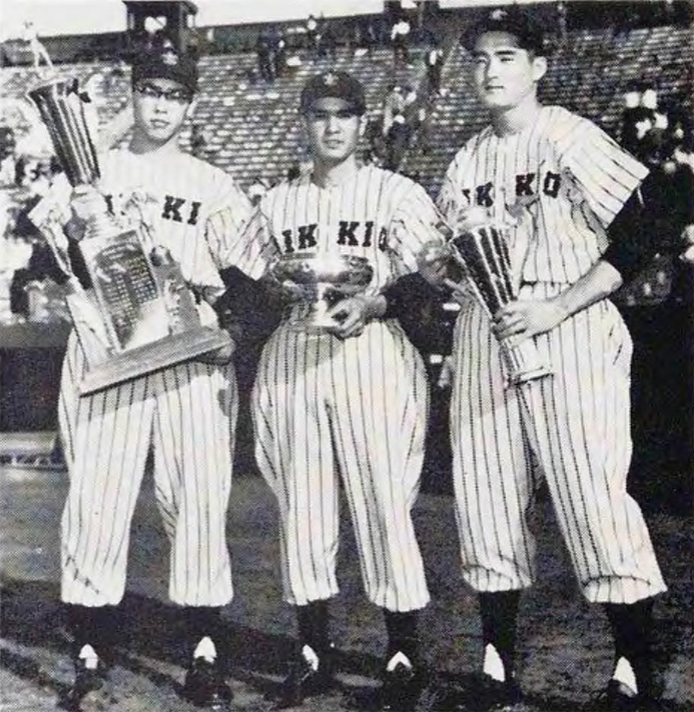
1957年春の東京六大学大会で立教大学は優勝。左から杉浦忠、本屋敷錦吾、長嶋茂雄。

現在の豊田市若宮町で生まれる。5人兄弟の四男で、「忠」の名は「南総里見八犬伝」から取られたもので、父・定治は、長男を「仁」、次男を「智」、三男を「孝」、四男を「忠」、五男を「義信」と命名した。挙母町立第一小学校（現：豊田市立挙母小学校）、挙母市立東部中学校（現：豊田市立崇化館中学校）、愛知県立挙母高等学校（現：愛知県立豊田西高等学校）を卒業。小学4年から野球を始め、中学時代は5番打者で中堅手を守った。高校時代は無名の速球投手でコントロールも悪かった。当時はアンダースローではなく、オーバースローの本格派投手だった。高校3年夏は愛知大会2回戦で名古屋西に敗退した。立教大学進学後は同期の長嶋茂雄・本屋敷錦吾と3人で「立教三羽ガラス」と呼ばれた。
大学1年春から登板があり、もともとオーバースロー投手であったが、大学2年の時にサイドスロー（アンダースローと呼ばれることなどもある）に転向した。杉浦自身は、転向の理由を「メガネ」としている（当時のメガネはガラスとセルロイドで重かった）。「上手投げ時代のフォームは上下動が激しかったので、投げるたびにずれて苦労していた」「それで、頭の位置を一定にさせるためにサイドスローがよいのではないかと思い、実際、やってみると見違えるようにコントロールが良くなった」「オーバースローで投げていたときの方が、ボールは速かったね。自分でいうのもおかしいが、滅茶苦茶に速かったと思う」と語っている。2年春閉幕後の「砂押排斥事件」の後、自主練習の期間があり、そのときにフォームを変えたもので、「砂押監督時代なら反対されてできなかったと思う」と述べている。また、1955年（当時・大学2年生）ごろには長嶋と共に野球部の合宿所を抜け出し、自身の地元・愛知県に本拠地を置く中日ドラゴンズの球団事務所を訪問。その上で「軍隊のような立教野球部が嫌になったので、大学を中退して中日で野球をやり、金を稼ぎたい。契約金はいらない」と申し出たが、応対した中日の球団代表から申し出を拒否された。
東京六大学野球リーグでは1957年春、秋季リーグ連覇に貢献し、秋の早大戦では森徹、木次文夫らの強力打線を抑え、ノーヒットノーランを達成した。同年の全日本大学野球選手権大会でも、決勝で興津達雄らのいた専大を降し優勝した。リーグ通算36勝（立教OBとして最多）12敗、防御率1.19、233奪三振、ベストナイン2回。勝利の大半を占める28勝は、フォーム変更後の2年間で挙げたものである。1955年には第2回アジア野球選手権大会日本代表（東京六大学野球リーグ選抜チーム）に選出された。

### 現役時代
卒業後は日本ビールか朝日新聞社への入社も考えていたが、1958年に南海ホークスへ入団した。入団の際には当時南海の主力選手で大学の先輩でもある大沢昌芳を通じ、長嶋茂雄と共に少なからぬ額の栄養費を受け取っており、両者の南海入団は確実視されていた。その後、翻意して読売ジャイアンツへ入団した長嶋と、義理堅く南海へ入団した杉浦との対比が現在でも語り草となっている。長嶋が予想に反して巨人へ入団したことを聞き、心配になって杉浦の元へ来た鶴岡（山本）一人だが、杉浦は「心配ですか?僕がそんな男に見えますか?」とだけ言って笑顔を浮かべたことに、鶴岡は「その静かな口調の底に、『僕は一度決めたことを破るような男ではありませんよ』という強い鉄石のような心が隠されていた（と、後になって分かった）」と語っている。
入団後は新人ながら開幕投手を務め、対東映フライヤーズ戦でプロ初勝利を挙げた。鶴岡が試合後に「固くなったのか?と聞くと、『固くなりました』と言っていた」と言ったように立ち上がりこそ不安定だったが、味方の大量援護に落ち着きを取り戻したものだった。下手から浮き上がる速球と横に大きく曲がるカーブで相手打者を手玉に取り、この年は27勝を挙げて新人王を獲得、鶴岡を「これでやっと西鉄を叩くことが出来る」と喜ばせた。
2年目の1959年は38勝4敗（勝率.905）という驚異的な成績で南海のリーグ優勝に貢献し、MVPを満票で獲得、日本シリーズ（対読売ジャイアンツ戦）では第1戦から4連投し、4連勝の大活躍で南海を初の日本一に導き、シーズンに続いて日本シリーズMVPを獲得した。試合後に記者団の問いに、杉浦は「一人になったら、嬉しさが込み上げてくるでしょう」と言ったつもりだが、「一人になって泣きたい」という言葉が一人歩きしたと、自叙伝で語っている。同年には54回2/3連続無失点のパ・リーグ記録を樹立しているが、この記録は直前の8月26日から9月9日にかけて43回連続無失点を記録し、9月13日の対西鉄ライオンズ戦で失点、15日の対近鉄パールズ戦で2回に1失点した直後の3回から作られたものである。また、同年は日本プロ野球史上5人目、リーグ分立後は2人目となる投手五冠王（勝利、防御率、奪三振、完封数、勝率）を達成しているが、この記録は2022年現在までに杉浦の他に沢村栄治（読売ジャイアンツ、1937年春）、ヴィクトル・スタルヒン（読売ジャイアンツ、1938年秋）、藤本英雄（読売ジャイアンツ、1943年）、杉下茂（中日ドラゴンズ、1954年）、江川卓（読売ジャイアンツ、1981年）、斉藤和巳（福岡ソフトバンクホークス、2006年）、山本由伸（オリックス・バファローズ、2021・2022年）の8名しか達成していない大記録である。しかも杉浦の五冠は、各部門で2位以下を大きく引き離しての達成であり、スケールの大きさは史上最高ともいえるものだった。
1960年も31勝を挙げ、シーズン30勝以上を2度以上記録したのも杉浦以外にはスタルヒン、野口二郎、別所毅彦、杉下、稲尾和久、金田正一、権藤博だけの大記録を達成した。1961年5月には通算100勝を達成、プロ入りから僅か3年1ヶ月、188試合目での史上最速記録だった。この年も9月初旬に20勝に到達するが、まもなく右手が痺れる不調を訴える。阪大病院で診察を受けると、最初は2-3日休めば投げられるとの診察が出た。しかし、連投による右腕の血行障害（動脈閉塞）が判明し、9月15日に東大病院で手術を受け太股の血管の移植手術を受け、残りはリハビリに費やすなど、シーズン閉幕まで戦列を離れた。1962年には復帰したが、1963年とそれぞれ14勝止まりとなり、故障後は握力が大きく落ち、50球ほど投げただけで腕が強張るようになってしまった。1964年は症状がやや緩和して20勝を挙げ、1965年も開幕から6連勝と好調だったが、5月下旬頃から症状が再び悪化し、医師から「3イニング以上は投げられない」と診断された。そこで鶴岡は6月以降杉浦をリリーフ専任にし、抑えの切り札として起用することにした。杉浦は「僕が（抑えの切り札としては）パ・リーグの元祖ですかね。リリーフ成功率は高かったですよ。前の投手が出したランナーを返したことは無かったと思います。セーブ制度があればかなり行ったでしょうね」と語っている。また、野村克也は1977年にこの杉浦の起用法を模倣して完投能力を失っていた江夏豊をリリーフに転向させ、成功を収めている。
杉浦はこの年限りでの現役引退を決め、翌1966年から南海の一軍投手コーチに就任することになったが、ジョー・スタンカの退団などで投手陣が手薄になったことから、開幕直前の4月5日にコーチ兼任で現役に復帰した（但しコーチ兼任は1967年まで）。現役復帰に際して鶴岡が「投球回数は三回まで、救援に使うことになるだろう」とコメントした通り、リリーフで起用され好成績を残してはいたものの故障が完全に癒えたわけではなく、杉浦は何度も球団に引退の意思を訴えたがその度に強く慰留された。1969年オフに野村が選手兼任監督に就任した際にも引退させてほしいと訴えたが、野村から「ベテランと若手、選手とコーチのパイプ役になってベンチにいてくれ、チームとして必要なことだから」と頼み込まれ、痛みをこらえて現役を続行した。幸い1970年に新人の佐藤道郎が抑えの切り札として定着したこともあり、杉浦は同年オフに改めて引退の意思を野村に伝えた。野村も「なんとか、いままで残ってもらったが、いつまでも無理はいえなかった」と引き留めを断念し、12月4日に球団も引退の申し入れを了承した。
杉浦の引退試合には翌1971年3月25日に大阪球場で行われた巨人とのオープン戦が充てられ、5回終了時に試合を中断してのエキシビジョン形式で、大学の同窓で親友の長嶋茂雄との対決に登板した。長嶋が杉浦の投じた2球目をセンター前に弾き返しヒットを放つと、マウンドの杉浦のもとへ野村と長嶋が駆け寄って握手を交わした。試合後、杉浦は「向う（長嶋）も真剣に打ってくれて……。妙なことをしてもらうよりあのほうがうれしかった。悔いのない野球生活でした」と語った。
プロでは完全試合、ノーヒットノーランとは縁が無かったが、1964年には被安打1本だけの準完全試合を達成している。
通算187勝を挙げているが、200勝以上が入会基準である名球会には加入していない。そのため、落合博満が「あの杉浦さんが入れない名球会に意味があるの?」と疑問を呈したように、日本プロ野球史上屈指の名投手であることに疑問の余地はない。なお、落合は通算2371安打を放っており、野手の入会条件である通算2000安打を満たしているが、入会を辞退している。

### 引退後
現役引退後は毎日放送解説者・スポーツニッポン評論家（1971年 - 1973年）を経て、立教の大先輩・西本幸雄監督に請われ、近鉄バファローズ一軍投手コーチ（1974年 - 1977年）を務め、1975年には球団史上初のリーグ後期優勝に貢献。在任中は鈴木啓示に「力で投げるんやったら相撲取り呼んでこい」とリリース時以外は力を抜く投球術を指導し、太田幸司が「村山さんを見習ってスピードをつけたい」とフォーム改造に取り組もうとすると、「村山のフォームは上半身の使い方が強引で、ある意味邪道。それでも見事に剛球を投げ分けた。形だけ真似してもぶっ壊れるだけだ」と諭して中止させ、村田辰美に肘や下半身の使い方も教えた。その後は1978年から再び毎日放送解説者、1985年9月22日に南海が緊急会見を開き、翌1986年から杉浦が南海の監督を務める事を発表した。16試合残っていた中で監督の穴吹義雄には事前に知らせていなかったが、穴吹は「当然でしょう。こういうのは早く発表した方がいい。土台作れたと思う。あとは杉浦君が花を咲かせてくれるでしょう。」と述べた。
1年目はシーズン前に「香川サード転向」「門田・デビッド・グッドウィンの60番トリオ」といった構想を打ち出したが、香川は打撃不振で5月末に2軍落ちして2ヶ月で頓挫、60番トリオもグッドウィンが度重なる故障から不振に陥る。一方、ルーキーの西川佳明が10勝を挙げ、西武の清原和博と新人王を争いを演じ、パ・リーグ特別賞に輝く。終盤には井上祐二を抑えで起用し、定着させている。デビットは25本塁打、打率・285を記録、山村善則が115試合出場、山本和範がチームトップの打率を残した。
1986年オフ、一軍打撃コーチに長池徳士に声をかけ、1987年、佐々木誠、湯上谷宏の1番・2番が定着、藤本修二が15勝、山内和宏が10勝、加藤英司（巨人を自由契約となり、西本が仲介して移籍してきた）の現役生活の最後を飾る奮闘、同年9月初めまで久々の優勝争いを演じ、球団最多の観客動員を記録した。門田と加藤が通算2000安打をマーク、門田が126試合に出場、3年ぶりに31本塁打を放ち、18年目で通算3500塁打、1000得点、2000試合と重圧な記録を記した。3年目の1988年は、4月23日に「私の目の黒いうちはホークスは売らん」と語っていた川勝傳オーナーが亡くなった。5月に13勝9敗1分と勝ち越して最下位を脱出すると、日本ハムや阪急やロッテとAクラス争いを展開。球団売却話がくすぶり、新オーナーとなった吉村茂夫は7月末のオールスターブレイクに首脳陣を集め「身売りはしない」とチームの動揺を鎮めるように語った。9月を8勝11敗で負け越すと4位から順位を落として5位に終わった。9月10日、遠征先・東京のホテルで長池は杉浦に呼ばれ「オレは今季限りで身を引く。次の監督をやってほしい。」と監督就任要請を受けた。長池は驚き、次期監督はチーフコーチの藤原満と目されていた。「順位も上がってきた。杉浦さんが続ければいいじゃないですか」と言ったが、「いや、オレはもうダメだ」と退任の意思は固いようだった。13日、吉村オーナーが大手スーパー・ダイエーと球団売買の交渉をしていると認めた。球団譲渡の条件として「ホークスの名称を残す」、「杉浦監督の留任」を挙げた。門田が本塁打44本、打点125で二冠、打率.311、長打率、出塁率、四死球でもリーグでダントツ、MVP、正力松太郎賞も授与されている。吉田博之が1985年に次ぐ118試合でマスクをかぶり初の規定打席到達。チームの得点力はリーグ2位（578）だったが、山内和、藤本修、山内孝徳ら主力が軒並み不振、チーム防御率4.07とリーグ4位、失策113とリーグ最低。10月12日の西武戦、13日の阪急戦と地元・大阪球場で連続サヨナラ勝ちをして、迎えた15日の近鉄戦、超満員の3万2000人の観衆を飲み込んだ大阪球場、6対4で勝利し、有終の美を飾った。南海としてのホームゲーム最終戦後のセレモニーで「長嶋君が（現役を）引退した時に『読売巨人軍は不滅です』と、こういう言葉を使ったわけですけれども…ホークスは不滅です！」「ありがとうございました、（福岡に）行ってまいります！」とのスピーチを残した。長池は杉浦から「あの話はなくなった」と話があり、「オレが九州に行き、監督を続けることになった。」、さらに新たなコーチ陣を編成するために身を引いてくれたと言われ、長池は「反論のしようもなかった。3日間だけ監督の気分を味わったのだった。」と述べている。
引き続き、1989年、福岡ダイエーホークスの初代監督となる。門田がオリックスに移籍し、大型連敗を繰り返して最下位を走ったものの、夏場に巻き返す。トニー・バナザードと新外国人のウィリー・アップショーは夏場によく打った
。特に8月はバナザードが打率・349、8本塁打、23打点の大活躍で月間MVP。アップショーも打率・326、9本塁打、19打点と打線を牽引した。8月は14勝10敗1分けと初の勝ち越し、この2人のガッツあふれるバッティングが、他の選手にも好影響を及ぼした。後半に入ると、岸川勝也が当時の日本タイとなるシーズン3本のサヨナラ本塁打を記録するなど打線が粘り強さを発揮。10月5日の西武戦（西武）では8点差をひっくり返し大逆転勝利を挙げるなど（スコアは13対12）、「閉店間際のダイエー野球」は優勝を争う西武・近鉄・オリックスにとって脅威となった。最終的に3球団と互角の勝負を繰り広げ順位を4位まで上げ、優勝した近鉄には13勝11敗2分で勝ち越し、8月以降は28勝19敗3引分けといい形でシーズンを終了し、シーズン終了後に勇退した。投手陣では吉田豊彦が10勝を挙げてローテーション入り、加藤伸一が初の二桁勝利の12勝を挙げ、井上が27SPでチーム初のタイトル（最優秀救援投手）を取った。2年目の村田勝喜、新人・松本卓也の台頭もあり、中継ぎとして矢野実が50試合登板した。野手では佐々木、藤本博史、岸川が台頭、バナザードとアップショーの両外国人で67本塁打を打ち、本塁打数は166本でリーグ2位であった。
その後は1990年にフロント入りし、球団取締役として地元への働きかけに尽力し、1993年9月20日に退団が発表された。ホークス退団後は、1994年から九州朝日放送解説者・スポーツニッポン評論家を務めた。KBCでは「仏の杉浦、鬼の河村（英文）」で人気を博した。柔らかい、穏やかな語り口から人気を得たが、柔らかいながらも時には叱咤激励のコメントを出すこともあった。当時のキャッチコピーは「マイクの前のジェントルマン」で、後年は「球界の紳士」とも紹介されていた。1999年にダイエーが優勝を決めた試合でのラジオ放送では、かつてのフレーズ「一人になって泣きたい」をもじり、「一人で中洲で酒を飲みたい」と中継内でコメントした。翌日のテレビ中継では、副音声での解説を担当。和田安生アナウンサーと「ビールを飲みながら野球を見る」というコンセプトで放送したが、杉浦は酒を飲みながら野球を見るのは初めてであり、放送内で「なかなかええもんやな」と話している。また1996年には、出身地の豊田市から初となる市栄誉賞を授与されている。母校である豊田西高校（旧：挙母高校）の野球部激励会には毎年、他のOBたちとともに出席していたが「プロ経験者が教えると迷惑がかかる。現役の指導者も困るだろう」との考えから、練習の見学では選手とネット越しに話していたという。1997年7月5日から同年8月31日には豊田市郷土資料館で、杉浦の思い出の品を集めた展示会「キミは杉浦を見たか」が開かれた。
2001年よりプロ野球マスターズリーグ・大阪ロマンズのヘッドコーチに就任。吉田義男監督不在時には3試合のみ代理監督を務めた。同年11月11日、大阪ロマンズの遠征先で宿泊していた札幌市中央区のホテルで、急性心筋梗塞のため死去。66歳没。浄土真宗本願寺派堺別院で行われた告別式では、山門前に集まったファンが掲げる南海ホークス球団旗と球団歌「南海ホークスの歌」の合唱で見送られた。
杉浦の功績を称え、マスターズリーグの最優秀投手に与えられる「杉浦賞」に名を冠している。没後、豊田西高校のグラウンド脇には杉浦の南海のユニフォーム姿の胸像（高さ1.85 m）が建立されている。

## 選手としての特徴

### 投球スタイル
地面ギリギリから浮かび上がるようなストレートと大きな横のカーブが武器であった。カーブは変化が大きく、ストライクと思って空振りした左打者の体にあたることもしばしばだった。野村克也は、その著書で、「榎本（喜八）は外角からの切れ味鋭いカーブに空振りしたのに、球が腹に食い込むように当たった」とのエピソードに触れている。
杉浦のフォームは、「手首を立てたアンダースロー」といわれる独特の手首の使い方に特徴があった。オーバースローをそのまま上体を横に倒しただけで、腕は肩より下がることはなく、ボールに独特の回転と切れを与えた。加えて天性の関節の柔らかさ（特に股関節）がサイドスロー投法にはまり、流れるようなフォームから威力抜群の速球を生む要因となった。このフォームは、巨人の大友工の連続写真を新聞記者からもらい研究した結果、辿り着いたものだという。
全盛時、杉浦が投げるとき、バックネット裏やベンチにいる者にまで、手首を返す「ピシッ」という音が聞こえたという。
野村は自著の中で、杉浦の類まれなる下半身の強靱さと、筋肉の質の良さについて語っている。野村によると、1960年オフに、サンフランシスコ・ジャイアンツが来日した際に、触れさせてもらったウイリー・メイズの腕の筋肉と、杉浦の腕を触ったときの感触がまるで同じで「おまえの体はメイズ並みだな」と、ため息が出たという。広瀬叔功も「足も速くて、何より体が柔軟だった」と証言しており、腰と膝を悪くしていた春先のこととはいえ「私（広瀬）は南海に入ってから、競走して負けたことはほとんど皆無だった。しかし、スギやん（杉浦）には負かされたことがある」
と述べている。
しかし、後年、シンカーを覚えたことで持ち味を殺してしまったともいう。酷使され、少しでも投球数を減らしたかった杉浦は同い年の技巧派アンダースロー、皆川睦男が大きく沈むシンカーを武器に、1球で内野ゴロを打たせ、1アウトを取るのを見て羨ましがったのだという。「皆川のようなシンカーを覚えたい」と相談された野村は、サイドスローでシンカーを投げようとすると、ボールを放すときに手の捻りを逆回転させなければならず、杉浦の持ち味であるストレートに悪影響を及ぼすとして大反対し、スライダーを勧めたが、杉浦は反対を押し切ったという。野村は、「もし杉浦があのとき、沈む球にこだわらなければ、勝ち星は確実に増えていただろう」と説得に折れたことへの後悔の念を綴っている。

### 各選手による評価
野村は、「対戦した中で一番凄かったのは稲尾だけど、おれが受けた中では杉浦が最高のピッチャーだ。右打者の背後からカーブが曲がってくるんやで。背中を通る軌道の球がストライクになってくる。しかも真っすぐは明らかに浮き上がってきた」「内角への速いスライダーを右打者に投げさせてみたら、面白いようにバットが折れてさ。本当に楽しかったよ」「日本プロ野球界で数少ない本格派のエース」と賛辞を贈る一方、「捕手としてバッテリーを組んでいると、実に退屈だった。杉浦の投げたいように投げさせていれば、まともな打球は飛ばない。捕手の出る幕はなかった」とも語っている。
ホークスの同僚で1954年・1955年に2年連続で最多勝を獲得した宅和本司は「杉やんの投球を見た時に『上には上がいた』と愕然とした。ピッチングの哲学にしても、ボール一つ無駄にしない。だから私の知る限り、杉やんが敬遠したのを見たことがない。四球を嫌って、いかに最少投球数でアウトを重ねるかを考えた。阪急の山田久志も素晴らしいアンダースローだったがタイプが違った。杉やんは下から投げるんだが、手首が立って上から投げる軌道を描く。西鉄戦は杉浦と稲尾のエース対決になるわけだが、私がブルペンに行こうと思ったら、親分（鶴岡）に『お前はベンチでジッとしとけ』と止められた。今日はリリーフはいらんということだろう。それほど信頼されていた。38勝した2年目なんていつ負けるんだろうと思って見ていた。もうあんなピッチャーは出てこない」と語っている。
1959年の日本シリーズでの杉浦について、長嶋は、「地面に沈み込むようなアンダースローの右腕から投げ込まれる速球が、右打者の背中から外角へと走っていく。まったく打てませんでした」と述懐している。
張本勲は、「パ・リーグの投手のトップ3は、稲尾、杉浦、そして、土橋正幸」、「すごいのは杉浦さんのカーブ。ウチの西園寺昭夫さんは『当たる!』と尻もちをついた。それが、ググッと曲がってストライク。これを見た杉浦さんがクスクス。つられて球審さんまでクスクス(笑)」、「杉浦さんは「オレのカーブは大き過ぎて困ったんだ。もう少し小さく鋭く曲がるヤツが欲しいなあ」と嘆いていましたが、何というぜいたくな嘆きでしょう」などと回顧している。また、アンダースローの投手では「1．杉浦忠、2．秋山登、3．山田久志」の順で球の威力がある投手と評している。
山田久志は杉浦のカーブについて次のように回顧している。「私は杉浦さんの現役時代にかろうじて間に合ってるんです。これは幸運だったですね。杉浦さんのカーブが信じられない曲がり方をするので『カーブについて教えてください』と頼み込んだことがありました。杉浦さんは快く『来なさい』と大阪スタヂアムのロッカーに連れて行ってくれた。で、カーブの投げ方を見せてくれたのですが『エーッ!?』でした。説明するのは難しいのですが、とにかくあんな投げ方はできっこありません。ただ、ヒジから上が立ったままなのは、私と同じでした。これでないとサブマリン投手のボールは速くならんのです」。
1958年の秋、セントルイス・カージナルスが来日しての日米親善野球では、カージナルスの14勝2敗という成績であったが、日本の2勝のうちの1勝は、杉浦が完投勝利（9対2）したものであった。三振したカージナルスの4番、スタン・ミュージアルは、帰国の際に「あの21番を付けたピッチャーが、もっとも印象に残った」とコメントしている。
『プロ野球ここだけの話』第17回「潜航御礼！サブマリンここだけの話」に於いては、松沼博久・山田久志・渡辺俊介の三名が歴代のアンダースロー三傑について問われた際、三者とも一致して名を上げた投手が杉浦であった。
なお、杉浦自身が、打者として対戦してみたい投手は「自分自身」であるという。理由は「自分の投げる球がどれほどのものか見てみたいから」と語っている。

### 稲尾とのライバル関係
現役時代、同世代の大投手・稲尾和久とは対戦も多くライバルであったが、同時にマウンドマナーなど学ぶところも多く、稲尾の仕草を自分のものとするように努めたという。
稲尾との投げ合いになったある試合で、稲尾が投げた後の1回裏に杉浦がマウンドに行くと、1回表に稲尾が投げたのだから投球の際に踏み込んだ部分はそれなりに掘られているはずなのに、マウンドはきれいにならされていた。杉浦は「初回だからかな？」程度に思っていたという。しかし2回裏、3回裏、それ以降も同様にきれいにならされていて、ロージンバッグもすぐ手の届く位置に置かれていた。「もしや稲尾がならしているのでは？」と感じ、実際にその通りであったため、杉浦は稲尾を「すごいピッチャーだと思った」という。杉浦は「それからはすぐ稲尾の真似をしました」「（しかし）ぼくはピンチの後ではマウンドが荒れていることなどつい忘れてしまうのですが、彼はたったの一度も、マウンドが荒れた状態でぼくに（マウンドを）渡したことはなかった」と語っている。
1958年の秋、セントルイス・カージナルスを迎えての日米親善野球で、中西太、稲尾と杯を傾ける機会があった。杯を重ねるごとに、杉浦の語気が鋭くなり、やがて二人をつかまえて「太さん、稲尾、ここに座れ」「来年は絶対に勝つからな!」と息巻いたという。中西は「大逆転で優勝を逃がした悔しさが胸の中にたぎっているような声だった」と述懐している。なお、杉浦は「途中からプッツンと記憶が切れてしまった」「あとから聞いた」と述べている。
野村が著書の中で頻繁に取り上げているエピソードの一つに、ある年のオールスター戦でベンチが一緒になった際、野村が稲尾の癖を熱心に研究していることを杉浦が喋ってしまい（杉浦は野村の研究熱心さを稲尾に誇るつもりで発言した）、稲尾が癖を直して対戦して来たため、新たに研究し直さなければならなくなったというものがある。野村は、「（三人で）セ・リーグの打撃練習を見てたら、杉浦が『サイちゃん（稲尾）、野村はよう研究しとるで』っていうわけだよ。そうしたら、稲尾の顔色がパッと変わった。それだけのことなんだけど、オールスターが終わって稲尾との初対決のとき、1球様子を見たれと思って見逃したら、インコースに来るはずの球が外角に。ありゃと思って稲尾の顔を見たらにたぁっと」と語っている。
なお、杉浦の自著によると、稲尾と杉浦が投げ合って勝敗に関わった試合は、24勝24敗の五分である。

### セ・リーグへの反抗精神
稲尾が持っていて自分にはない長所は、手本として素直に受け入れようという態度で稲尾に接した杉浦であるが、その一方で、セ・リーグの華やかな存在に対しては、徹頭徹尾逆をいってやるという反抗精神に燃えていた。杉浦の落ち着いたマウンドさばきや静かな語り口は、そのような対抗心から生まれたものだといい、金田正一、村山実、藤田元司など華やかに脚光を浴びるセ・リーグの投手が派手なアクションをすれば、杉浦は静かに顔をうつむき加減にしてマウンドを降り、彼らが大きな声でしゃべれば、杉浦は小さな声で静かに語ったという。
例えば、杉浦の最大の特徴である、ゆっくりしたバックスイング、大きな腕の振り、スローモーションのようなフォームは、「金田、村山、藤田の切れのいい、素早いモーションに対抗して考え出したことなのです。彼らが喜怒哀楽をオーバーに表現すればするほど、ぼくは無表情で、より紳士ぶってやったものです」というものだという。

## 人物・逸話

### 鶴岡一人との関係
鶴岡と杉浦の関係を、南海の控え捕手であった鈴木孝雄は「だれも入り込めない仲。でもベタベタしたところは一切ない。周囲には見えない絆だった。でも、あの二人には見えていたのかもしれない」という。
杉浦夫人は、「ある時、お風呂に入っていて右腕が真っ白になった。もう血が通わなくなっていた。私が主人に野球のことで口を出したのはその時が初めてです。『どうして監督さんに、もう投げられないかもしれませんって言わないの?』と聞いたら怒鳴られた。『バカヤロー!こういう体になっても投げるのがエースなんだ!』って」「付き合っている当時から『おれはサムライの時代に生まれたかった』という人。世のため、人のためというような人。それくらい鶴岡さんにほれ込んでいました」「勝ち試合は当たり前で、負けてるゲームに投げるのもエースの仕事だと。絶対に自分からマウンドを降りるような人じゃなかった。だから毎日投げていたような気がします」と語っている。
広瀬叔功は、ある時杉浦に「親分に褒め言葉、言われたことあるか？」と尋ねたところ、しばらく考え込んでから「そう言えば、全然ないなあ」と微笑みながら答えたという。広瀬も同様に鶴岡から直接褒められたことは無かったといい、「多分、それでいいのだ。言葉にしなくても分かり合えるものはある。人生最大の感激を運んでくれた愛弟子であってさえも、直接には何も語りかけない。それが親分だったし、親分とスギやんの絆には、言葉など不要だったのかもしれない」と述懐している。

### 野村克也との関係
現役時代は野村との関係は良好で、杉浦・野村と広瀬叔功の三人で地元でも遠征先でも連れ立って遊び回っており、下戸の野村も機嫌よく酒の席に付き合ってくれていたという。そのため三人揃っての門限破りも日常茶飯事で、鶴岡からは、黒澤明監督の映画『隠し砦の三悪人』をもじって「南海の三悪人」と呼ばれていた。杉浦は、野村が三冠王を獲得した1965年12月に刊行した初の著書に寄せたコメントで「ボクが言うのもおかしいが、野村君という人間をいちばんよく知っているのは、ボクじゃないかと思う。とにかく頭のいい男だ。そのおかげで、ボクのピッチングがどれだけ救われたかわからない」と語っている。
しかし、この友情は杉浦の引退直後に野村と伊東芳枝（のちの野村沙知代）とのダブル不倫が始まったことで崩壊する。南海に留まって沙知代と激しく衝突していた広瀬とは異なり、引退後は南海を離れて解説者および近鉄のコーチを務めていた杉浦は直接関わりを持つことはなかったが、1977年9月に野村が沙知代の度重なる現場介入（公私混同）を理由にシーズン途中で監督を解任されると、野村は同年10月に『週刊文春』に発表した「独占手記」と題する文章の中で、自分が解任に追い込まれた原因は鶴岡派の陰謀によるものであり、「鶴岡親分の最優秀門下生」である杉浦が監督になれなかったために様々な嫌がらせをされたと主張し、1969年オフの兼任監督就任直後に杉浦が引退しようとしたのは自身が監督になれなかった事への腹いせであるとし、その時に杉浦に対して面と向かって「お前、監督になりたかったんとちがうか」と言ってやった。と主張した。さらに野村は、1965年11月に鶴岡が南海退団の意思を表明した際に、他の幹部選手達と共に鶴岡邸へ退団を思い止まるよう頼みに行った際に、鶴岡から「三冠王？……ちゃんちゃらおかしいよ」「ホームラン王？……ちゃんちゃらおかしいよ」「ほんとに南海に貢献したのは杉浦だけじゃ」と言われたと主張した）。しかし実際には、鶴岡は1960年代前半の時点で「自分の後任は、第一候補は蔭山、第二候補が野村」とする構想を周囲に明示していた。この構想は球団内で広く共有されており、球団後援会も1969年オフに「もうなんといっても、野村は監督を引き受けなきゃいかん。鶴岡さんの次は蔭山さん、その後は野村というのが南海の監督路線だったが、蔭山さんが急死して、飯田さんがいわばピンチヒッターとしてはいってこられただけのこと。野村は引き受けるべきだ」と明言して野村の兼任監督就任を後押ししており、解任後の野村が繰り返し主張した杉浦の監督就任工作は実在しない。

### 背番号
南海は当初14を用意していたが、六大学選抜チームでフィリピン遠征をした際に着けていた21に替えてもらったという。カウント2ストライク1ボールと追い込み、そこから勝負するのが投手と思っていたことによる。引退試合時の新聞報道では「永久欠番になる」と記されていた。正式に球団がこれを定めたかどうかは不明で、1971年には着用者はなかったものの、同年のドラフト会議で1位指名された野崎恒男が1972年から使用することになり、「欠番」扱いは1シーズンのみであった。

### 幻の大リーガー第一号
1960年の秋、優勝争いをするシカゴ・ホワイトソックスから、南海に「杉浦を貸してほしい」との申し入れがあった。残り十数試合のみのレンタルであったが、実現すれば、日本人大リーガー第一号になるところであった。鶴岡監督も「日本野球のためになる。チャンスだから、やってこい」と賛成し、パスポートも取り、渡米寸前までいった。しかし、直前になって、大毎と優勝争いをしており、優勝の望みが一縷でもある以上出すわけにはいかない、との理由で球団からストップがかかり、実現しなかった。

### 立大時代の脱走歴
当時の六大学では、立教大学と明治大学の野球部のしごきの激しさは群を抜いていた。砂押邦信監督のスパルタ訓練に悲鳴をあげ、合宿所では上級生の鉄の規律に震え上がり、合宿所を抜け出したことがあるという。
- 長嶋茂雄引退時に発行された「報知グラフ」への寄稿文では、合宿所を抜け出したのは「二度ほど」としている[73][66]。
- 自身の回顧録[20]では、1年生春のシーズン終了後の脱走について記している。シーズン中に肩を痛め、「もう肩は治らないんのではないか」と思い詰め、また上級生のしごきのすさまじさに押しつぶされそうになり、シーズン終了を待って実家に帰った。このときは、砂押監督の指示で部のマネジャーが迎えに来て、しぶしぶ合宿所に舞い戻ったという。
- 大学2年生だった1955年ごろに野球部の合宿所を抜け出し、中日ドラゴンズへの入団を図った[13][15]。#プロ入り前を参照。

### 人物像
野村克也は、「お山の大将然とし、自己中心的な人間の多い投手の中にあって、杉浦忠は全く珍しいタイプの選手だった。一言でいえば彼は常に紳士的だった」「いつももの静かで謙虚であり、控えめにしていた」「電話で珍しく杉浦がつっけんどんな応対をしている時は、相手は決まって奥さんだった」と語っている。
カラオケの十八番は、志賀勝の「女」であった。冒頭の「志賀勝や!」の台詞部分を「杉浦や!」に変えて歌っていたという。
自宅が老朽化し、家族が家の建て替えを提言した時、杉浦は「この家には愛着がある。嫌なら出て行けばいいだろう」と提言を受け入れなかった。後年、KBC解説者として福岡で解説を行っていた時期も、大阪府堺市の自宅から通っていた。なお、この自宅は杉浦の没後の2010年12月25日に全焼している。

## 詳細情報

### 年度別投手成績
| 年 度      | 球 団      | 登 板 | 先 発 | 完 投 | 完 封 | 無 四 球 | 勝 利 | 敗 戦 | セ 丨 ブ | ホ 丨 ル ド | 勝 率 | 打 者 | 投 球 回 | 被 安 打 | 被 本 塁 打 | 与 四 球 | 敬 遠 | 与 死 球 | 奪 三 振 | 暴 投 | ボ 丨 ク | 失 点 | 自 責 点 | 防 御 率 | W H I P |
| ---------- | ---------- | ----- | ----- | ----- | ----- | -------- | ----- | ----- | -------- | ----------- | ----- | ----- | -------- | -------- | ----------- | -------- | ----- | -------- | -------- | ----- | -------- | ----- | -------- | -------- | ------- |
| 1958       | 南海       | 53    | 34    | 14    | 1     | 3        | 27    | 12    | --       | --          | .692  | 1187  | 299.0    | 235      | 11          | 72       | 4     | 13       | 215      | 4     | 0        | 91    | 68       | 2.05     | 1.03    |
| 1959       | 南海       | 69    | 35    | 19    | 9     | 9        | 38    | 4     | --       | --          | .905  | 1377  | 371.1    | 245      | 17          | 35       | 2     | 11       | 336      | 2     | 0        | 67    | 58       | 1.40     | 0.75    |
| 1960       | 南海       | 57    | 29    | 22    | 4     | 8        | 31    | 11    | --       | --          | .738  | 1284  | 332.2    | 266      | 28          | 44       | 5     | 5        | 317      | 1     | 0        | 85    | 76       | 2.05     | 0.93    |
| 1961       | 南海       | 53    | 20    | 12    | 1     | 1        | 20    | 9     | --       | --          | .690  | 946   | 241.2    | 202      | 24          | 31       | 3     | 10       | 190      | 1     | 0        | 85    | 75       | 2.79     | 0.96    |
| 1962       | 南海       | 43    | 18    | 6     | 1     | 1        | 14    | 15    | --       | --          | .483  | 705   | 172.2    | 165      | 12          | 36       | 4     | 5        | 96       | 1     | 0        | 68    | 59       | 3.07     | 1.16    |
| 1963       | 南海       | 51    | 24    | 9     | 1     | 3        | 14    | 16    | --       | --          | .467  | 990   | 252.2    | 217      | 30          | 46       | 5     | 1        | 156      | 1     | 0        | 86    | 74       | 2.63     | 1.04    |
| 1964       | 南海       | 56    | 33    | 9     | 1     | 3        | 20    | 15    | --       | --          | .571  | 1100  | 270.2    | 253      | 28          | 52       | 4     | 9        | 162      | 1     | 0        | 103   | 91       | 3.02     | 1.13    |
| 1965       | 南海       | 36    | 8     | 3     | 0     | 0        | 8     | 1     | --       | --          | .889  | 429   | 111.1    | 85       | 10          | 16       | 0     | 2        | 82       | 0     | 0        | 27    | 27       | 2.19     | 0.91    |
| 1966       | 南海       | 27    | 0     | 0     | 0     | 0        | 2     | 4     | --       | --          | .333  | 191   | 51.0     | 42       | 6           | 3        | 0     | 0        | 39       | 0     | 0        | 16    | 14       | 2.47     | 0.88    |
| 1967       | 南海       | 45    | 4     | 0     | 0     | 0        | 5     | 5     | --       | --          | .500  | 384   | 98.1     | 82       | 9           | 16       | 2     | 2        | 68       | 0     | 0        | 29    | 26       | 2.39     | 1.00    |
| 1968       | 南海       | 41    | 7     | 0     | 0     | 0        | 5     | 6     | --       | --          | .455  | 457   | 111.0    | 100      | 8           | 32       | 6     | 4        | 53       | 1     | 0        | 39    | 33       | 2.68     | 1.19    |
| 1969       | 南海       | 30    | 5     | 1     | 0     | 0        | 2     | 7     | --       | --          | .222  | 268   | 65.1     | 68       | 8           | 16       | 1     | 3        | 33       | 0     | 0        | 33    | 30       | 4.15     | 1.29    |
| 1970       | 南海       | 16    | 0     | 0     | 0     | 0        | 1     | 1     | --       | --          | .500  | 141   | 35.2     | 28       | 4           | 10       | 1     | 2        | 9        | 0     | 0        | 13    | 11       | 2.75     | 1.07    |
| 通算：13年 | 通算：13年 | 577   | 217   | 95    | 18    | 28       | 187   | 106   | --       | --          | .638  | 9459  | 2413.1   | 1988     | 195         | 409      | 37    | 67       | 1756     | 12    | 0        | 742   | 642      | 2.39     | 0.99    |

- 各年度の太字はリーグ最高

### 年度別監督成績
| 年 度     | 球 団         | 順 位     | 試 合 | 勝 利 | 敗 戦 | 引 分 | 勝 率 | ゲ ｜ ム 差 | 本 塁 打   | 打 率      | 防 御 率   | 年 齡      |
| --------- | ------------- | --------- | ----- | ----- | ----- | ----- | ----- | ----------- | ---------- | ---------- | ---------- | ---------- |
| 1986年    | 南海 ダイエー | 6位       | 130   | 49    | 73    | 8     | .402  | 21.5        | 136        | .251       | 4.46       | 51歳       |
| 1987年    | 南海 ダイエー | 4位       | 130   | 57    | 63    | 10    | .475  | 16.0        | 132        | .261       | 3.86       | 52歳       |
| 1988年    | 南海 ダイエー | 5位       | 130   | 58    | 71    | 1     | .450  | 17.5        | 162        | .267       | 4.07       | 53歳       |
| 1989年    | 南海 ダイエー | 4位       | 130   | 59    | 64    | 7     | .480  | 11.0        | 166        | .257       | 4.74       | 54歳       |
| 通算：4年 | 通算：4年     | 通算：4年 | 520   | 223   | 271   | 26    | .451  | Bクラス4回  | Bクラス4回 | Bクラス4回 | Bクラス4回 | Bクラス4回 |

- 南海（南海ホークス）は、1989年にダイエー（福岡ダイエーホークス）に球団名を変更

### タイトル
- 最多勝利：1回 （1959年）
- 最優秀防御率：1回 （1959年）
- 最多奪三振：2回 （1959年、1960年） ※当時連盟表彰なし、パシフィック・リーグでは、1989年より表彰
- 最高勝率：1回 （1959年）

### 表彰
NPB
- 最高殊勲選手（MVP）：1回 （1959年）
- 新人王 （1958年）
- ベストナイン：1回 （1959年）
- 野球殿堂競技者表彰（1995年）
- 最優秀投手：1回 （1959年）
- 日本シリーズMVP：1回 （1959年）
- 日本シリーズ最優秀投手賞：1回 （1959年）

その他
- 豊田市栄誉賞（1996年）[6]

### 記録
初記録
- 初登板・初先発・初勝利：1958年4月5日、対東映フライヤーズ1回戦（駒澤野球場）、7回2失点
- 初奪三振：同上、1回裏に毒島章一から
- 初完投勝利：1958年4月20日、対毎日大映オリオンズ2回戦（川崎球場）、9回2失点
- 初完封勝利：1958年9月24日、対東映フライヤーズ22回戦（大阪スタヂアム）

節目の記録
- 1000投球回：1959年10月2日、対阪急ブレーブス28回戦（阪急西宮球場） ※史上89人目
- 100勝：1961年5月6日、対西鉄ライオンズ5回戦（平和台野球場） ※史上32人目
- 1000奪三振：1961年7月29日、対西鉄ライオンズ17回戦（大阪スタヂアム）、9回表に城戸則文から ※史上23人目
- 1500投球回：1963年6月27日、対東映フライヤーズ13回戦（明治神宮野球場） ※史上48人目
- 150勝：1964年5月26日、対東京オリオンズ14回戦（大阪スタヂアム） ※史上17人目
- 1500奪三振：1965年5月2日、対阪急ブレーブス5回戦（阪急西宮球場）、8回裏にダリル・スペンサーから ※史上13人目
- 2000投球回：1965年5月19日、対東映フライヤーズ7回戦（大阪スタヂアム） ※史上28人目
- 500試合登板：1968年5月24日、対阪急ブレーブス9回戦（阪急西宮球場）、6回裏2死に3番手で救援登板・完了、3回1/3を無失点 ※史上22人目

その他の記録
- 投手三冠王：1回 （1959年）※史上9人目
- 投手4冠：1回 （1959年）※史上6人目
- 投手5冠：1回 （1959年）※史上5人目、パ・リーグ初、20世紀のパ・リーグ史上唯一
- シーズン勝ち越し34：1959年　※歴代最多[注 9]
- 54.2イニング連続無失点（1959年9月15日 - 10月20日）
- 新人から3年連続開幕投手（1958年 - 1960年） ※2リーグ制以降唯一の記録だったが、後に則本昂大が4年連続（2013年 - 2016年）で更新
- 初回先頭打者から3者連続被本塁打：1964年7月17日、対阪急ブレーブス戦（大阪球場）、1回表に衆樹資宏、河野旭輝、ダリル・スペンサーに被本塁打 ※史上初
- 日本シリーズ4連投4連勝：1959年 ※稲尾和久以来史上2人目、無敗は唯一
- 日本シリーズ4勝：同上 ※稲尾和久以来史上2人目
- オールスターゲーム出場：6回 （1958年 - 1961年、1964年、1965年）

### 背番号
- 21 （1958年 - 1970年）
- 70 （1974年 - 1977年）
- 71 （1986年 - 1988年）
- 81 （1989年）

## 関連情報

### 出演番組
※野球解説者として出演していた番組
- MBSベースボールパーク - MBSラジオの中継番組の現行タイトル。
  - KBC解説者時代にも火 - 木曜にネット受けでの出演があった（ネットワークの関係で月・金曜はABCラジオ『ABCフレッシュアップベースボール〈現行タイトル〉』が、土・日曜はラジオ大阪『ラジオ大阪ドラマティックナイター〈番組末期のタイトル〉』がネット受け）。
- S☆1 BASEBALL - 毎日放送時代（1978年 - 1985年）に出演した、TBS系列の中継番組の現行統一タイトル。稀にTBS制作分（大洋対巨人戦など）にも出演することがあった。
- KBCホークスナイター - KBCラジオの中継番組の現行タイトル。
  - MBS解説者時代にも火 - 木曜・1973年までの土・日曜にネット受けでの出演があった（ネットワークの関係で月・金曜はRKBラジオ『RKBエキサイトホークス〈現行タイトル〉』がネット受け）。
- スーパーベースボール - 毎日放送時代（ - 1973年）・KBC時代に出演した、NETテレビ→テレビ朝日系列の中継番組の現行統一タイトル。毎日放送時代にはNETテレビ・広島ホームテレビ制作中継に出演することもあった。
- BASEBALL Real&Live - 毎日放送時代（  - 1973年）に出演した、東京12チャンネル→テレビ東京系列の中継番組の現行タイトル。

### 著書
- 『僕の愛した野球』（海鳥社：1995年9月）